# Marius Probst
Marius Probst (ur. 20 sierpnia 1995 w Herne) – niemiecki lekkoatleta specjalizujący się w biegach średnich.
Złoty medalista młodzieżowego czempionatu Europy w biegu na 1500 metrów (2017).
Złoty medalista mistrzostw Niemiec.
Rekordy życiowe: bieg na 1500 metrów (stadion) – 3:34,54 (18 czerwca 2024, Turku); bieg na 1500 metrów (hala) – 3:36,36 (18 lutego 2024, Lipsk).

## Osiągnięcia
| Rok  | Impreza                        | Miejsce   | Konkurencja         | Lokata      | Wynik   |
| ---- | ------------------------------ | --------- | ------------------- | ----------- | ------- |
| 2015 | Młodzieżowe mistrzostwa Europy | Tallinn   | bieg na 1500 metrów | 11. miejsce | 3:47,50 |
| 2017 | Halowe mistrzostwa Europy      | Belgrad   | bieg na 1500 metrów | eliminacje  | 3:47,89 |
| 2017 | Młodzieżowe mistrzostwa Europy | Bydgoszcz | bieg na 1500 metrów | 1. miejsce  | 3:49,06 |
| 2018 | Mistrzostwa Europy             | Berlin    | bieg na 1500 metrów | eliminacje  | 3:42,37 |
| 2019 | Halowe mistrzostwa Europy      | Glasgow   | bieg na 1500 metrów | 6. miejsce  | 3:45,76 |
| 2021 | Halowe mistrzostwa Europy      | Toruń     | bieg na 1500 metrów | eliminacje  | 3:44,63 |
| 2024 | Mistrzostwa Europy             | Rzym      | bieg na 1500 metrów | eliminacje  | 3:44,70 |
| 2024 | Igrzyska olimpijskie           | Paryż     | bieg na 1500 metrów | repasaże    | 3:36,54 |
| 2025 | Halowe mistrzostwa Europy      | Apeldoorn | bieg na 1500 metrów | eliminacje  | 3:41,32 |